# Народна ношња
Народна ношња или традиционална одећа јесте назив за одећу која се пре носила. Она изражава идентитет кроз костим, који се обично може повезати са географским подручјем или временским периодом. Помоћу ношње може да се одреди етничка припадност, верски, социјални или брачни статус. Ако се костим користи за представљање културе или идентитета одређене етничке групе, обично је познат као етнички костим (етничка одећа, етничко одевање, традиционално одевање). Што се тиче етничких ношњи, оне постоје у 2 облика: за свакодневне прилике или поводом неких фестивала кад се праве свечане ношње.
На западу, где су западни кодекси облачења уобичајени, традиционална одећа се често носи на посебним догађајима, посебно оним повезаним са културним традицијама, баштином тј наслеђем.
У модерном времену постоје случајеви у којима се традиционална ношња мора носити и одређена је сумпутарним законима, који настоје регулисати ограничења у одевању, исхрани итд. У Бутану мушкарци морају носити Го и Керу а жене Киру и Тего, укључујући и оне који нису део њихове културе. У Саудијској Арабији се од жена тражи да носе Абају.

## Српске народне ношње
Српска народна ношња јесте једна од главних обележја српској етничкој припадности, култури и традицији. Данас на увид можемо наћи сачуване ношње из 19. века и почетка 20. века. Модерним, западним начином облачења се престала носити традиционална ношња. Српска народна ношња је била различита у зависности од региона у коме се носила. Јасна Бјеладиновић је сеоске ношње Србије класификовала према четири већа природно-географска и културна региона установљујући:
- Панонски (Војводина и северни делови уже Србије)
- Динарски (западна Србија, Херцеговина, Црна Гора, Брда, Далмација, Лика)
- Централнобалкански (Косовскометохијска област, јужни и средишњи делови Србије)
- Шопски тип ношње (источна Србија)

## Галерија
- Бугарска народна ношња
- Туркиња у народној ношњи
- Перу
- Боливија
- Сардинија, Италија
- Словенија
- Традиционално венчање у Јужној Африци
- Српска народна ношња
- Српска народна ношња
- Влашка народна ношња
- Српска народна ношња